# Rắn rồng cổ đen
Rắn rồng cổ đen (danh pháp khoa học: Sibynophis collaris) là một loài rắn trong họ Rắn nước. Loài này được Gray mô tả khoa học đầu tiên năm 1853.

## Phân bố
Loài này phân bố tại Ấn Độ (Himachal Pradesh, Assam, Simla), Nepal, Bhutan, Myanmar, Thái Lan, Lào, Việt Nam, Tây Malaysia, Trung Quốc (đông nam Tây Tạng, Vân Nam), Đài Loan, và có thể có ở Campuchia.
Điểm lấy mẫu điển hình: Khassia [= Khasi Hills, Ấn Độ].

## Hình ảnh

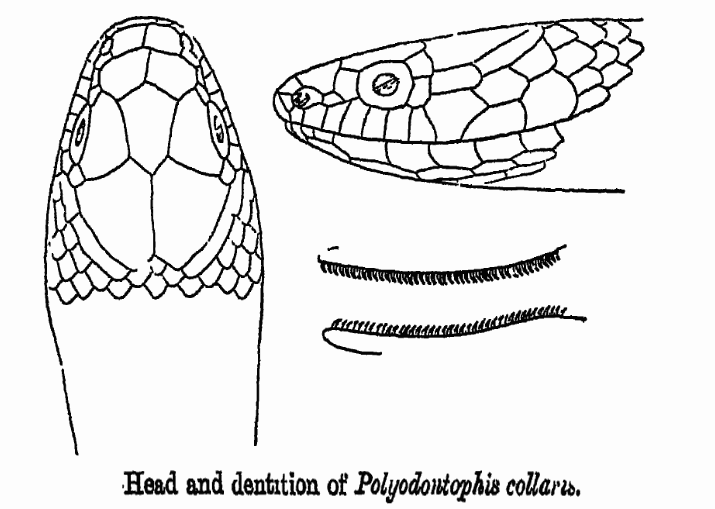